# Camillo Querno
Camillo Querno (Monopoli, 1470 circa – Napoli, 1530) è stato un poeta italiano, autore del De Bello Neapolitano e di altre opere a carattere soprattutto religioso.

## Biografia
Del arcipoeta Camillo Querno, a parte la nascita a Monopoli intorno al 1470, si conosce uno spostamento a Roma intorno al 1514, dove presentò un poema di 20.000 versi denominato Alexias o Alexiades. Alcuni giovani gentiluomini romani, che gli professavano grande amicizia, organizzarono per lui una festa presso l'isola Tiberina, in cui fu incoronato appunto archipoeta, titolo che divenne il suo soprannome. Papa Leone X, venuto a conoscenza delle doti del poeta, lo avrebbe fatto chiamare alla corte romana con funzioni paragonabili a quelle di giullare di corte. Secondo lo storico Paolo Giovio, Querno veniva chiamato di volta in volta a comporre distici estemporanei su qualsiasi argomento gli fosse stato proposto. Sempre il Giovio ricorda come memorabile il verso Archipoeta facit per mille poetis, a cui il papa di rimando avrebbe aggiunto Et per mille aliis Archipoeta bibit. Successivamente il poeta si ritirò a Napoli dove, profondamente addolorato dagli sviluppi della guerra del 1528 si sarebbe suicidato tagliandosi il ventre con un paio di forbici.

## Opere
- Alexias, 1514 (perduta)
- De Beatae Virgine, ? (perduta)
- De Deo, ? (perduta)
- De Sanctis, ? (perduta)
- In honorem beatae Mariae virginis, ? (perduta)
- De Bello Neapolitano, 1520
- Victoria inclyti Francisci Sforciae, invictissimi Mediolanensium ducis, de expulsis Gallis triumphantis, 1522